# ViaQuatro
ViaQuatro est une compagnie ferroviaire concessionnaire, pour 30 ans (de 2010 à 2040), de l'exploitation et de la maintenance de la ligne 4-Jaune du métro de São Paulo en partenariat public-privé avec l'État de São Paulo, propriétaire du Métro. C'est la première concession de ce type au Brésil.

## Historique

### Actionnaires et capital
Lors de la création de la compagnie, en octobre 2008, son capital est détenu par : Companhia de Concessões Rodoviárias (CCR) (68%), Montgomery Participações Sa (30%), RATP Développement (1%) et Benito Roggio Transporte (1%).
En 2015, CCR achète les participations de RATP Développement et Benito Roggio Transporte qui représentent 2% du capital, ce qui porte sa participation à 60% du capital.
En 2021, le capital de la société est détenu par : Companhia de Concessões Rodoviárias (75%), RuasInvest (pt) (15%), et Mitsui (10%),.

### Concession et exploitation
La concession, qui est le premier partenariat public-privé du Brésil, est signée le 29 novembre 2006,. D'une durée de 30 ans, elle concerne l'exploitation et la maintenance de la ligne 4. Ce projet prévoit également un allongement de la ligne de 12,8 km pour atteindre 14,3 km en souterrain avec 11 stations. C'est en 2010 que débute la première année de la concession de trente ans. ViaQuatro prend en charge l'exploitation de la ligne au mois d'octobre 2011.
Le 26 novembre 2019 la société reçoit pour la troisième fois le prix du meilleur opérateur de transport ferroviaire de passagers au Brésil. « L'obtention de ce prix est le résultat des efforts et du dévouement de toute l'équipe de ViaQuatro, qui transporte environ 800 000 passagers par jour ouvrable avec qualité, confort et sécurité. Nous resterons déterminés à améliorer le fonctionnement, à développer des technologies innovantes et à fournir un excellent service, une marque de fabrique de l'entreprise pendant les huit années d'exploitation commerciale complète de la ligne 4-Jaune » (traduction en français de la déclaration de Francisco Pierrini PDG de ViaQuatro)

### Action civile publique
En 2015, l'institut brésilien de protection des consommateurs provoque une action civile à l'encontre de ViaQuatro pour mettre fin au fonctionnement du système Digital Interactive Doors qui utilise la reconnaissance faciale des visages humains dans ses stations du métro et condamner la compagnie pour un dommage collectif envers les usagers de la ligne 4 du métro. La société est condamnée à payer 100 000 R$ pour avoir, par la reconnaissance faciale, capturé le sexe, l'âge et les émotions des voyageurs lorsqu'ils regardent de la publicité.